# مزرعة فرهادي
مزرعة فرهادي (بالفارسية: مزرعه فرهادى) (بالإنجليزية: Mazraeh-ye Farhadi)‏، قرية في قسم حومه الريفي، الناحية المركزية، مقاطعة لارستان، محافظة فارس، إيران. يبلغ عدد سكانها حسب إحصاء عام 2006 ميلادية 37 نسمة في 7 عائلات.